# Title TK
Title TK è il terzo album in studio del gruppo musicale statunitense The Breeders, pubblicato nel 2002.

## Tracce
Testi e musiche di Kim Deal, tranne dove indicato.
1. Little Fury (Jose Medeles, Kelley Deal, Mando Lopez, Richard Presley, Kim Deal) – 3:30
2. London Song – 3:39
3. Off You – 4:56
4. The She – 4:01
5. Too Alive – 2:46
6. Son of Three – 2:09
7. Put on a Side – 2:59
8. Full on Idle – 2:37
9. Sinister Foxx (Jose Medeles, Kelley Deal, Mando Lopez, Richard Presley, Kim Deal) – 4:16
10. Forced to Drive – 3:04
11. T and T – 1:57
12. Huffer – 2:09

## Formazione
- Kim Deal – chitarra, organo, batteria, basso, voce
- Kelley Deal – chitarra, basso, voce
- Richard Presley – chitarra
- Mando Lopez – basso, chitarra
- Jose Medeles – batteria
- John McEntire – batteria in The She